# Intégration politique de l'Inde
Antérieurement à la déclaration d'indépendance de l'Inde, le pays était divisé en deux grands types de territoires. Le premier se nommait l'Inde Britannique et était sous le contrôle direct de l'Office Indien à Londres et du Gouverneur Général des Indes. Le deuxième était composé des États princiers, la couronne britannique avait autorité sur ces territoires mais étaient sous le contrôle de leurs suzerains héréditaires. S'ajoute à ces deux types de territoires, les enclaves territoriales contrôlées par la France et le Portugal.
L'intégration de tous ces territoires était un objectif déclaré du Parti du Congrès et elle fut poursuivie le Gouvernement indien durant la décennie qui suivit l'indépendance. Vallabhbhai Patel et V. P. Menon réussirent, via une multitude de facteurs, à convaincre quasiment tous les souverains des centaines d'États Princiers existants à se rallier à l'Inde. Ayant assuré la sécurisation de leur succession, ils procédèrent ensuite, pas à pas, à l'extension et au renforcement de l'autorité du gouvernement central sur ces États et transforme leur administration jusqu'à obtenir en 1956 que peu de différences soient conservées entre ces territoires et ceux de l'Inde Britannique. Simultanément, le Gouvernement Indien obtient de facto et de jure le contrôle des colonies enclavées restantes qui sont alors elles aussi intégrer à l'Inde.

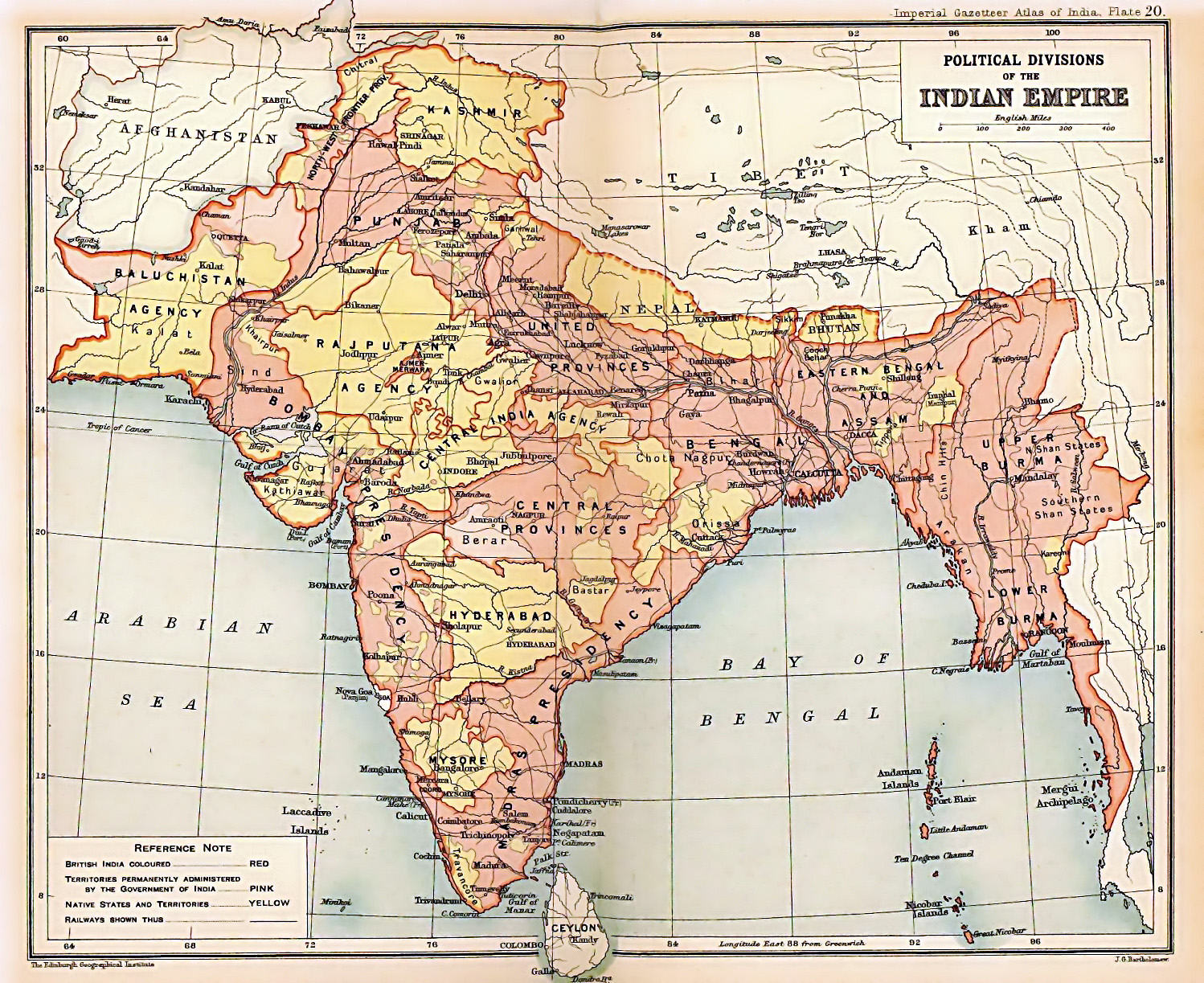
Inde Britannique et les États Princiers en 1909

Bien que ce processus d'intégration connût un franc succès dans nombre d'États Princiers, un certain nombre n'adhéra pas à l'idée, notamment l'ancien État princier du Cachemire (intégration disputée avec le Pakistan), l'État d'Hyderabad dont le dirigeant était déterminé à rester indépendant, et les États de Tripura et Manipur où des mouvements sécessionnistes très actifs existaient.

## Les États princiers et l'Inde britannique
Les débuts de l'expansion britannique en Inde étaient caractérisées par la coexistence de deux approches envers les États princiers. La première était une politique d'annexion ayant pour objectif l'absorption des dits États princiers dans les provinces qui constituaient l'Empire britannique en Inde. La deuxième était une politique de contrôle indirect où les Britanniques assumaient la suzeraineté et la prépondérance tout en concédant un degré variable de souveraineté aux dirigeants locaux. Durant la première moitié du XIXe siècle, les Britanniques privilégièrent la première méthode mais la Rébellion indienne de 1857 força à un changement de doctrine en démontrant la difficulté d'absorber et d'assujettir les États annexés, et l'utilité des États princiers en tant que support. En 1858, la politique d'annexion fut formellement abandonnée, les relations britanniques avec les États princiers furent dès lors basées sur la règle du contrôle indirect. Règle par laquelle les Britanniques exerçaient leur prépondérance sur tous les États Princiers en plaçant comme suzerain ultime la Couronne britannique mais tout en les respectant et les protégeant comme des alliés. Les relations exactes entre les Britanniques et chaque État princier était régulées par des traités bilatéraux. Ils variaient largement, certains accordaient une autonomie significative tandis que d'autre impliquait un contrôle significatif sur la gestion courante, d'autres enfin faisant des britanniques les propriétaires de quelques territoires possédant très peu d'autonomies.
Au cours du XXe siècle, les Britanniques tentèrent plusieurs fois d'intégrer plus fortement les États princiers au sein de l'Inde britannique, en créant la Chambre des Princes en 1921 en tant que corps consultatif, en transférant la supervision des petits États des provinces au centre en 1936, et en créant des relations directes entre le Gouvernement Indien et les plus grands États Princiers en limogeant les agents politiques intermédiaires.